# Рі-Гайтс (Південна Дакота)
Рі-Гайтс (англ. Ree Heights) — місто (англ. town) в США, в окрузі Генд штату Південна Дакота. Населення — 59 осіб (2020).

## Географія
Рі-Гайтс розташоване за координатами 44°30′57″ пн. ш. 99°12′2″ зх. д. / 44.51583° пн. ш. 99.20056° зх. д. (44.515823, -99.200525).  За даними Бюро перепису населення США в 2010 році місто мало площу 0,77 км², уся площа — суходіл.

## Демографія
Згідно з переписом 2010 року, у місті мешкали 62 особи в 28 домогосподарствах у складі 18 родин. Густота населення становила 81 особа/км².  Було 52 помешкання (68/км²).
Расовий склад населення:
| - 100,0 % — білих |

До двох чи більше рас належало 0,0 %. Частка іспаномовних становила 0,0 % від усіх жителів.
За віковим діапазоном населення розподілялося таким чином: 14,5 % — особи молодші 18 років, 61,3 % — особи у віці 18—64 років, 24,2 % — особи у віці 65 років та старші. Медіана віку мешканця становила 54,0 року. На 100 осіб жіночої статі у місті припадало 106,7 чоловіків;  на 100 жінок у віці від 18 років та старших — 103,8 чоловіків також старших 18 років.
За межею бідності перебувало 9,4 % осіб, у тому числі 0,0 % дітей у віці до 18 років та 9,1 % осіб у віці 65 років та старших.
Цивільне працевлаштоване населення становило 33 особи. Основні галузі зайнятості: освіта, охорона здоров'я та соціальна допомога — 27,3 %, сільське господарство, лісництво, риболовля — 21,2 %, роздрібна торгівля — 12,1 %, будівництво — 12,1 %.